# Diplomaat

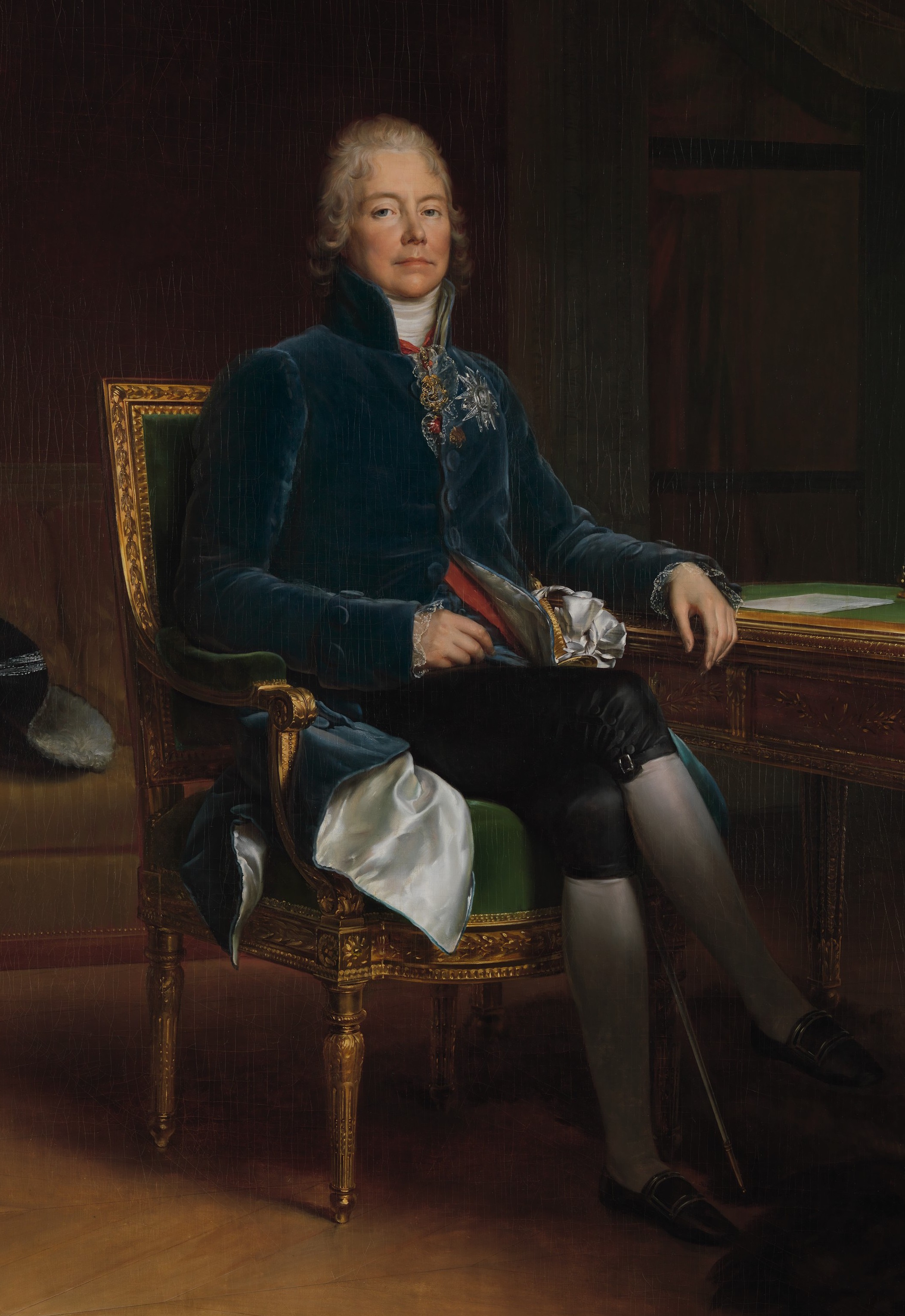
Fransman Charles-Maurice de Talleyrand (1754-1838) staat bekend als een van de beroemdste diplomaten uit de geschiedenis. Hij diende als adviseur, ambassadeur, minister en premier in verschillende regimes in het post-revolutionaire Frankrijk.

Een diplomaat of diplomate is een ambtenaar die in de buitenlandse dienst van hun land werkzaam is. De benaming is afgeleid van het diploma dat de gezanten van het Romeinse Rijk meekregen op hun missies. Tegenwoordig zijn dat de geloofsbrieven. Onder het Verdrag van Wenen inzake diplomatiek verkeer (1961) genieten diplomaten diplomatieke onschendbaarheid, die hen beschermt tegen vervolging tijdens diplomatieke missies. Alle diplomaten van een land staan gezamenlijk bekend als het diplomatiek corps van dat land.
In figuurlijke betekenis is een diplomaat iemand die met grote omzichtigheid, als een diplomaat, te werk gaat. Een verouderde betekenis van diplomaat is een geklede jas.

## Enkele bekende diplomaten

### België
- Peter Paul Rubens (1577-1640)
- Antoine de Celles (1779-1841)
- Jean-Pierre Willmar (1790-1858)
- Constantin Rodenbach (1791-1846)
- Charles Le Hon (1792-1868)
- Charles Hippolyte Vilain XIIII (1796-1873)
- Camille de Briey (1799-1877)
- Joseph Partoes (1811-1858)
- Auguste Lambermont (1819-1905)
- Jules Devaux (1828-1886)
- Jules Greindl (1835-1917)
- Gustave Rolin-Jaequemyns (1835-1902)
- Emile Banning (1836-1898)
- Edouard Whettnall (1839-1913)
- Georges Neyt (1842-1910)
- Adhémar d'Oultremont (1845-1910)
- Charles d'Ursel (gouverneur) (1848-1903)
- Joseph d'Ursel (1848-1903)
- Edmond van Eetvelde (1852-1925)
- Arnold t'Kint de Roodenbeke (1853-1928)
- Jules Van den Heuvel (1854-1926)
- Eugène Beyens (1855-1934)
- Paul Hymans (1865-1941)
- Georges della Faille de Leverghem (1869-1944)
- Emile de Cartier de Marchienne (1871-1946)
- Albert de Ligne (1874-1975)
- Robert Everts (1875-1942)
- Jules van Haute (1880-1953)
- Pierre van Zuylen (1881-1977)
- André de Kerchove de Denterghem (1885-1945)
- Louis M. Alexandre d'Ursel (1886-1969)
- Jacques Davignon (1887-1965)
- Robert Capelle (1889-1974)
- Fernand Vanlangenhove (1889-1982)
- Pierre Ryckmans (Congo) (1891-1959)
- Eugène II de Ligne (1893-1960)
- Joseph van der Elst (1896-1971)
- Joseph Berryer (1897-1978)
- Louis Goffin (1904-1975)
- Maurice Iweins d'Eeckhoutte (1904-1976)
- François-Xavier van der Straten Waillet (1910-1998)
- Jan Grauls senior (1912-1995)
- Jacques Groothaert (1922-2009)
- Alfred Cahen (1929-2000)
- Etienne Davignon (°1932)
- Frank De Coninck (1945-2022)
- Olivier Gillès de Pelichy (°1945)
- Frans Van Daele (°1947)
- Dominique Struye de Swielande (1947-2015)
- Jan Grauls (diplomaat) (°1948)
- Johan Verbeke (°1951)
- Bruno Nève de Mévergnies (°1951)
- Herman Portocarero (°1952)
- John Cornet d'Elzius (°1961)
- Pierre Cartuyvels (°1965)

### Nederland
- Andreas Masius of Andreas Maes (1514-1573)
- Reinoud van Brederode (1567-1633)
- Godard Adriaan van Reede (1621-1691)
- Willem Six van Oterleek (1761-1811)
- Maurits van Vollenhoven (1882-1976)
- Dries van Agt (1931-2024)
- Ronald van Beuge (1936-2021)
- Ben Bot (°1937)
- Dorothée de Sampayo (°1941)
- Laetitia van den Assum (°1950)
- Annelies Boogaerdt (1953-2009)
- Frans Timmermans (°1961)
- Sigrid Kaag (°1961)
- Jaime de Bourbon de Parme (°1972)

### Overige landen
- Claus van Amsberg (Duitsland)
- Folke Bernadotte (Zweden)
- James Bryce (Verenigd Koninkrijk)
- James B. Donovan (Verenigde Staten)
- Catherine Colonna (Frankrijk)
- Dag Hammarskjöld (Zweden)
- Henry Kissinger (Verenigde Staten)
- Hubert Languet (Frankrijk)
- Joseph de Maistre (Frankrijk)
- Charles-Maurice de Talleyrand (Frankrijk)
- Raoul Wallenberg (Zweden)
- Godefroi d'Estrades (Frankrijk)